# Megatoma polia
Megatoma polia är en skalbaggsart som beskrevs av William James Beal 1967. Megatoma polia ingår i släktet Megatoma och familjen ängrar. Inga underarter finns listade i Catalogue of Life.